# Murphy Range, British Columbia
Murphy Range är ett berg i Kanada.   Det ligger i Regional District of Kitimat-Stikine och provinsen British Columbia, i den sydvästra delen av landet, 3 900 km väster om huvudstaden Ottawa. Toppen på Murphy Range är 402 meter över havet, eller 343 meter över den omgivande terrängen. Bredden vid basen är 8,1 km. Murphy Range ligger på ön Princess Royal Island.
Terrängen runt Murphy Range är kuperad åt sydost, men åt nordväst är den platt. Havet är nära Murphy Range västerut.Trakten runt Murphy Range är nära nog obefolkad, med mindre än två invånare per kvadratkilometer.. Det finns inga samhällen i närheten. 
I omgivningarna runt Murphy Range växer i huvudsak barrskog.